# Asaunitsa
Asaunitsa (belarusiska: Асаўніца, ryska: Осовница) är en by i Brests voblast, Vitryssland. Sydväst om byn ligger mätpunkten "Ossownitza" på Struves meridianbåge.